# Rachel McAdams
Rachel Anne McAdams (London, Ontario, 1978. november 17. –) kanadai színésznő, aktivista.

## Fiatalkora és tanulmányai
St. Thomasban nőtt fel. Édesapja, Lance kamionsofőr, édesanyja nővér. Van egy öccse, Daniel, és egy húga, Kayleen. Négyévesen kezdett műkorcsolyázni, legelső színészi tapasztalata 12 évesen volt egy St. Thomas-i nyári színi táborban, az Original Kidsben. Rachel a Myrtle Street Public Schoolt és a Central Elgin Collegiate Institute-ot végezte el. Később Torontóba ment, és a York Egyetemre járt. Itt BFA színi diplomát kapott. Már akkor is színésznőnek készült, ezért csatlakozott a torontói Necessary Angel Theatre Companyhoz, továbbá a londoni Original Kids Theatre Company diákja is volt, ahol David Rotenberg osztályába járt.

## Pályafutása
A York Egyetem négyéves színházi képzésének elvégzését követően kanadai filmekben és televíziós programokban szerepelt. Hollywoodban 2002-ben debütált a Tökös csaj című vígjátékkal. 2004-ben további hírnévre tett szert a Bajos csajok című komédiában, ezt követte 2005-ben az Ünneprontók ünnepe című romantikus vígjáték, az Éjszakai járat című lélektani thriller és a Kőkemény család című vígjáték-dráma. 2006-ban BAFTA-jelölést kapott Rising Star Award, azaz legjobb feltörekvő színész kategóriában.
Kétévnyi kihagyás után 2008-ban a Házasélet és az Eltávozáson című filmekkel tért vissza a filmvászonra. 2009-ben feltűnt A dolgok állása, Az időutazó felesége és a Sherlock Holmes című filmekben. 2010-ben az Ébredj velünk, 2011-től pedig egyebek mellett az Éjfélkor Párizsban (2011), a Fogadom (2012) és az Időről időre (2013) című filmekben játszott. 2015-ben szereplést vállalt a HBO True Detective – A törvény nevében című bűnügyi drámasorozatának második évadjában. Szintén ebben az évben szerepelt a Spotlight – Egy nyomozás részletei című életrajzi drámában, mint Sacha Pfeiffer újságíró. Alakítását Oscar-díjra jelölték, mint legjobb női mellékszereplő.
A 2010-es évek második felétől a Doctor Strange (2016) című szuperhősfilmben, A rabbi meg a lánya (2017) című romantikus drámában és az Éjszakai játék (2018) című vígjátékban tűnt fel.

## Magánélete
2005 és 2007 között állt kapcsolatban a Szerelmünk lapjai sztárjával, Ryan Goslinggal, majd 2008-ban rövid időre ismét összejöttek. 2010 és 2013 között kapcsolatban volt az Éjfélkor Párizsban sztárjával, Michael Sheennel.
2016-ban McAdams Jamie Linden amerikai forgatókönyvíróval jött össze. 2018 áprilisában megszületett első közös gyermekük, egy kisfiú. 2020 augusztusában közölték, hogy McAdams második gyermekét várja Lindentől.

## Filmográfia

### Film
| Év   | Magyar cím                                     | Eredeti cím                                     | Szerep                          | Magyar hang     |
| ---- | ---------------------------------------------- | ----------------------------------------------- | ------------------------------- | --------------- |
| 2002 |                                                | My Name is Tanino                               | Sally Garfield                  |                 |
| 2002 |                                                | Perfect Pie                                     | Patsy Grady (15 évesen)         |                 |
| 2002 | Tökös csaj                                     | The Hot Chick                                   | Jessica Spencer / Clive Maxtone | Solecki Janka   |
| 2004 | Bajos csajok                                   | Mean Girls                                      | Regina George                   | Molnár Ilona    |
| 2004 | Szerelmünk lapjai                              | The Notebook                                    | Allison "Allie" Hamilton        | Major Melinda   |
| 2005 | Ünneprontók ünnepe                             | Wedding Crashers                                | Claire Cleary                   | Vadász Bea      |
| 2005 | Éjszakai járat                                 | Red Eye                                         | Lisa Reisert                    | Roatis Andrea   |
| 2005 | Kőkemény család                                | The Family Stone                                | Amy Stone                       | Oroszlán Szonja |
| 2007 | Házasélet                                      | Married Life                                    | Kay Nesbitt                     | Zsigmond Tamara |
| 2008 | Eltávozáson                                    | The Lucky Ones                                  | Colee Dunn                      | Vadász Bea      |
| 2009 | A dolgok állása                                | State of Play                                   | Della Frye                      | Major Melinda   |
| 2009 | Az időutazó felesége                           | The Time Traveler's Wife                        | Clare Abshire                   | Major Melinda   |
| 2009 | Sherlock Holmes                                | Sherlock Holmes                                 | Irene Adler                     | Major Melinda   |
| 2010 | Ébredj velünk                                  | Morning Glory                                   | Becky Fuller                    | Ruttkay Laura   |
| 2011 | Éjfélkor Párizsban                             | Midnight in Paris                               | Inez                            | Solecki Janka   |
| 2011 | Sherlock Holmes 2. – Árnyjáték                 | Sherlock Holmes: A Game of Shadows              | Irene Adler                     | Major Melinda   |
| 2012 | Fogadom                                        | The Vow                                         | Paige Collins                   | Major Melinda   |
| 2012 | Gyilkos vágyak                                 | Passion                                         | Christine Stanford              | Ruttkay Laura   |
| 2012 |                                                | To the Wonder                                   | Jane                            |                 |
| 2013 | Időről időre                                   | About Time                                      | Mary                            | Ruttkay Laura   |
| 2014 | Az üldözött                                    | A Most Wanted Man                               | Annabel Richter                 | Ruttkay Laura   |
| 2015 |                                                | Every Thing Will Be Fine                        | Sara                            |                 |
| 2015 | A kis herceg                                   | The Little Prince                               | Az anya (hangja)                | Pálfi Kata      |
| 2015 | Aloha                                          | Aloha                                           | Tracy Woodside                  | Major Melinda   |
| 2015 | Mélyütés                                       | Southpaw                                        | Maureen Hope                    | Ruttkay Laura   |
| 2015 | Spotlight – Egy nyomozás részletei             | Spotlight                                       | Sacha Pfeiffer                  | Major Melinda   |
| 2016 | Doctor Strange                                 | Doctor Strange                                  | Christine Palmer                | Ruttkay Laura   |
| 2017 | A rabbi meg a lánya                            | Disobedience                                    | Esti Kuperman                   | Németh Borbála  |
| 2018 | Éjszakai játék                                 | Game Night                                      | Annie Davis                     | Ruttkay Laura   |
| 2020 | Eurovíziós Dalfesztivál: A Fire Saga története | Eurovision Song Contest: The Story of Fire Saga | Sigrit Ericksdóttir             | Ruttkay Laura   |
| 2022 | Doctor Strange az őrület multiverzumában       | Doctor Strange in the Multiverse of Madness     | Christine Palmer                | Ruttkay Laura   |
| 2023 | Ott vagy, Istenem? Én vagyok az, Margaret      | Are You There God? It's Me, Margaret.           | Barbara Simon                   | Zakariás Éva    |
| 2026 |                                                | Send Help                                       |                                 |                 |

### Televízió
| Év        | Magyar cím                         | Eredeti cím             | Szerep                    | Megjegyzések                                |
| --------- | ---------------------------------- | ----------------------- | ------------------------- | ------------------------------------------- |
| 2001      |                                    | Shotgun Love Dolls      | Beth Swanson              | tévéfilm                                    |
| 2001      |                                    | The Famous Jett Jackson | Hannah Grant              | 1 epizód                                    |
| 2002      | A bolygó neve: Föld                | Earth: Final Conflict   | Christine Bickwell        | 1 epizód                                    |
| 2002      | Bűntelen bűnös                     | Guilt by Association    | Danielle Mason            | tévéfilm                                    |
| 2003–2005 |                                    | Slings & Arrows         | Kate McNeil               | 7 epizód                                    |
| 2015      | True Detective – A törvény nevében | True Detective          | Ani Bezzerides            | 8 epizód                                    |
| 2018      | Van rá magyarázat                  | Explained               | narrátor                  | 1 epizód                                    |
| 2021      | Mi lenne, ha…?                     | What If...?             | Christine Palmer (hangja) | - 1 epizód - magyar hangja: - Ruttkay Laura |
| 2023      |                                    | Dave                    | önmaga                    | 3 epizód                                    |

## Fordítás
- Ez a szócikk részben vagy egészben  a   Rachel McAdams című angol Wikipédia-szócikk ezen változatának fordításán alapul.  Az eredeti cikk szerkesztőit annak laptörténete sorolja fel. Ez a jelzés csupán a megfogalmazás eredetét és a szerzői jogokat jelzi, nem szolgál a cikkben szereplő információk forrásmegjelöléseként.